# Хоум Гарденс (Калифорнија)
Хоум Гарденс (енгл. Home Gardens) насељено је место без административног статуса у америчкој савезној држави Калифорнија.

## Демографија
По попису из 2010. године број становника је 11.570, што је 2.109 (22,3%) становника више него 2000. године.
| Група             | 2000.         | 2010.         |
| Белци             | 2.267 (24,0%) | 1.866 (16,1%) |
| Афроамериканци    | 320 (3,4%)    | 364 (3,1%)    |
| Азијати           | 432 (4,6%)    | 667 (5,8%)    |
| Хиспаноамериканци | 6.293 (66,5%) | 8.524 (73,7%) |
| Укупно            | 9.461         | 11.570        |